# Christa Sauls
Christa Sauls (Kinston (North Carolina), 15 april 1972) is een Amerikaanse model en actrice.

## Carrière
Sauls begon in 1994 met acteren in de televisieserie Step by Step. Hierna heeft ze nog enkele rollen gespeeld in televisieseries en films, ze is het bekendst van de televisieserie Acapulco H.E.A.T. met de rol van Joanna in 26 afleveringen (1998–1999). In 2005 heeft ze haar laatste rol gespeeld, wat zij hierna gedaan heeft is niet bekend.

## Filmografie

### Films
- Killing Cupid (2005) – Starfish
- Ghost Rock (2004) – Jasmine
- The Dentist (1996) – April Reign

### Televisieseries
Uitgezonderd eenmalige gastrollen.
- Acapulco H.E.A.T. – Joanna (26 afl., 1998–1999)
- Beverly Hills, 90210 – Denise O'Lare (2 afl., 1998)

- Library of Congress Control Number: n2013074670
- Virtual International Authority File: 306102307
- WorldCat: E39PBJdgVC6kJPVpRfxYWQryVC